# Koleraepidemin i Hamburg 1892

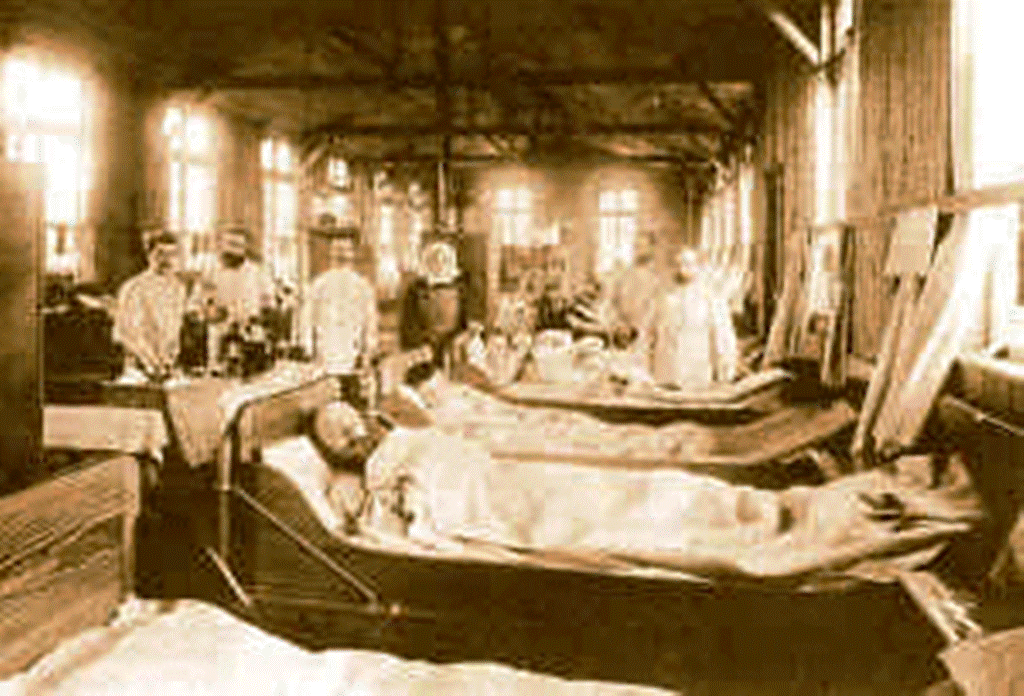
Kolerabarack

Koleraepidemin i Hamburg 1892 ägde rum i den tyska staden Hamburg under sensommaren 1892.
Kolera hade drabbat Europa i flera intervaller sedan 1831, men inte förrän epidemin i Hamburg avled människor i sådana antal, i medeltal 140 per dag. På två månader, från mitten av augusti till mitten av september skördade koleran 8 594 offer. Ytterligare 12 offer krävdes från 20 september till 12 november. Av 16 956 inrapporterade fall avled 8 605. Därmed hade epidemin en dödlighet på 50 procent. Hamburg hade en befolkning på 66 000 invånare, varav alltså 13 procent avled.
En orsak till den höga dödligheten är att stadens myndigheter väntade för länge med att informera allmänheten, trots att bevis inte saknades. Därför kunde man inte företa förebyggande åtgärder, såsom att koka vattnet. Undersökningar visar att de områden som drabbades värst hade använt ofiltrerat vatten från Elbe. Dödligheten visade sig vara störst vid hamnen och vid floden och kanalerna. Altona som hade moderna vattenanläggningar undkom de stora dödstalen. 
På bakteriologen Robert Kochs råd distribuerades färskvatten till arbetarstadsdelarna; kokstationer upprättades och desinfektionsgrupper utsändes. Han förelog även stängning av skolor och förbud mot offentliga möten samt en upplysningskampanj. 